# プラグマティシズム
プラグマティシズム（英: Pragmaticism）はチャールズ・サンダース・パースが1905年以降に自分のプラグマティックな哲学を指すために用いた用語。

## 概要
彼がこの用語を用いたのは、自分自身と自分の哲学がそれまで所属すると見られていた領域の名前であるプラグマティズムから、遠ざけるためで、「文芸雑誌」では当時、プラグマティズムという用語は彼が容認しない（道徳論を含める）仕方でずっと用いられていた。彼はしかしプラグマティシズムでは論理学が倫理学に依拠するべきとは見ていた。彼によると、彼がプラグマティシズムという用語を造語したのは、この用語が「誘拐犯たちから誘拐される心配がないくらい十分に醜い」(CP 5.414)からである。
1905年のパースの論文“What pragmatism is”で知れること：パース自身は、プラグマティシストとして、概念はプラクティカルな効果によって試験されるべきだとするとしたプラグマティズムの観点から、既に1887年において、パースの精神のうちでプラグマティシズムとして逸脱し始め、自己特化していたとしている。
パース自身は、プラグマティシストとして、真の科学は（実験によるのではなく）観察という方法に拠るとしている。
パース自身は、プラグマティシストとして、形而上学を冷やかすだけでなく、形而上学から貴重な本質を引き出すとしている。
パース自身は、プラグマティシストとして、思考に関係したものはリアルではないというようにはプラグマティシズムは考えないとしている。
パース自身は、プラグマティシストとして、プラグマティシズムは、スコラ哲学のリアリズムの持つ真理へ至ろうとする精力的な主張なのだとしている。
パース自身は、プラグマティシストとして、プラグマティシズムはヘーゲルの絶対的観念論と同系であるとしている。
1908年のパースの論文　"A Neglected Argument for the Reality of God"　で知れること：
パース自身は、プラグマティシストとして、プラグマティシズムの効果は最高の形而上学的諸概念に応用されたときに最大となるとしていて、神をも、明らかにここに含めている。